# (400040) 2006 QK167
(400040) 2006 QK167 es un asteroide perteneciente al cinturón de asteroides, descubierto el 30 de agosto de 2006 por el equipo del Lowell Observatory Near-Earth-Object Search desde la Estación Anderson Mesa (condado de Coconino, cerca de Flagstaff, Arizona, Estados Unidos).

## Designación y nombre
Designado provisionalmente como 2006 QK167.

## Características orbitales
2006 QK167 está situado a una distancia media del Sol de 2,560 ua, pudiendo alejarse hasta 3,270 ua y acercarse hasta 1,850 ua. Su excentricidad es 0,277 y la inclinación orbital 6,206 grados. Emplea 1496,59 días en completar una órbita alrededor del Sol.

## Características físicas
La magnitud absoluta de 2006 QK167 es 17,7.